# Фелис, Али
Али Фелис (исп. Ali Feliz; 3 сентября 2003, Данбери, США) — американский боксёр-профессионал. Четырёхкратный чемпион США среди любителей.
Лучшая позиция по рейтингу BoxRec — 173-я (февраль 2025), и являлся 45-м среди американских боксёров тяжёлой весовой категории, — входя в ТОП-180 лучших тяжеловесов всего мира.

## Любительская карьера
Начал заниматься боксом в 2016 году. Занимался в клубе «Champs Boxing Club». Тренировался у своего отца, известного джорнимэна Фернели Фелиса ст. Есть старший брат 28-летний небитый проспект — тяжеловес Фернели Фелиз мл.
В апреле 2021 года стал серебряным призёром чемпионата США среди юношей в супертяжёлом весе (свыше 91 кг).
В декабре 2021 года стал серебряным призёром юношеских Панамериканских игр в супертяжёлом весе (свыше 91 кг).

### Чемпионат США[англ.]2022
Выступал в супертяжёлом весе (свыше 92 кг). В четвертьфинале победил Кристиана Родригеса. В полуфинале победил Ти Джексона. В финале победил Прайса Тейлора.
В декабре 2023 года выиграл золотую медаль на Олимпийских отборочных соревнованиях США победив в финале Стивена Уильямсона.

## Профессиональная карьера
В марте 2024 года подписал контракт с промоутерской компанией Top Rank. Менеджер — Джеймс Принс и Антонио Леонардом
Дебютировал на профессиональном ринге 13 апреля 2024 года, победив нокаутом во 2-м раунде.
8 июня 2024 года в Нью-Йорке нокаутировал в первом раунде малоизвестного 28-летнего Лемира Исом Райли (4-2).
6 июля 2024 года в Ньюарк, Нью Джерси (США) в вечере Боба Арума О’Шаки Фостер — Робсон Консейсао победил небитого малоизвестного Робинсона Переса. Счёт судей: трижды 40—36.
2 ноября 2024 года в Вероне, Нью-Йорк (США) в вечере от Top Rank промоутера Боба Арума в андеркарде титульного реванша Робсон Консейсао — О’Шаки Фостер нокаутировал во втором раунде опытного бойца ММА и кулачных боев Орландо Култера (5-0, 4 КО)
2 февраля 2025 года в Анкасвилле (США) во второй раз встретился с Робинсоном Пересом (3-2) и победил нокаутом в стартовом раунде. Ранее победа была одержана по очкам.

## Статистика боёв
В таблице перечислены результаты всех поединков боксёров.
В каждой строке указан результат поединка. Дополнительно номер поединка обозначен цветом, который обозначает итог поединка. Расшифровка обозначений и цветов представлена в нижеследующей таблице.
| Пример | Расшифровка                     |
| ------ | ------------------------------- |
|        | Победа                          |
|        | Ничья                           |
|        | Поражение                       |
|        | Планируемый поединок            |
|        | Поединок признан несостоявшимся |
| КО     | Нокаут                          |
| ТКО    | Технический нокаут              |
| PTS    | Решение судей (по очкам)        |
| UD     | Единогласное решение судей      |
| MD     | Решение большинства судей       |
| SD     | Раздельное решение судей        |
| RTD    | Отказ от продолжения боя        |
| DQ     | Дисквалификация                 |
| NC     | Поединок признан несостоявшимся |

| Бой | Дата            | Соперник                   | Место проведения                                        | Результа        | Примечание                     |
| --- | --------------- | -------------------------- | ------------------------------------------------------- | --------------- | ------------------------------ |
| 6   | 10 мая 2025     | Брэндон Кармак (8-7-2)     | Foxwoods Resort, Машантакет, Коннектикут, США           | TKO 2 (6), 1:31 |                                |
| 5   | 15 февраля 2025 | Робинсон Перес (3-2)       | Мохеган-сан, Анкасвилл, Коннектикут, США                | TKO 1 (6), 1:39 |                                |
| 4   | 2 ноября 2024   | Орландо Рашад Култер (5-4) | Turning Stone Resort Casino, Верона, штат Нью-Йорк, США | TKO 2 (6), 1:34 |                                |
| 3   | 6 июля 2024     | Робинсон Перес (2-0)       | Пруденшал-центр, Ньюарк, Нью-Джерси, США                | UD (4)          | Счёт: 40-36 (все).             |
| 2   | 8 июня 2024     | Лемир Исом Райли (4-2)     | Мэдисон-сквер-гарден, Нью-Йорк, штат Нью-Йорк, США      | TKO 1 (4), 1:25 | Райли в нокдауне в 1-м раунде. |
| 1   | 13 апреля 2024  | Энтони Вудсон III (1-1)    | American Bank Center, Корпус-Кристи, Техас, США         | TKO 2 (4), 1:16 |                                |
| Бой | Дата            | Соперник                   | Место проведения                                        | Результа        | Примечание                     |

## Титулы и достижения

### Любительские
- 2020  Серебряный призёр чемпионата США среди юношей в супертяжёлом весе (свыше 91 кг).
- 2021  Серебряный призёр юношеских Панамериканских игр в супертяжёлом весе (свыше 91 кг).
- 2022  Чемпион США в супертяжёлом весе (свыше 92 кг).